# Advanced Telescope for High Energy Astrophysics
ATHENA (Advanced Telescope for High Energy Astrophysics) è un osservatorio spaziale per Astrofisica a raggi X, selezionato come seconda missione di grandi dimensioni all'interno del programma Cosmic Vision 2015–2025 dell'Agenzia Spaziale Europea (ESA). Il tema scientifico della missione riguarda lo studio delle componenti più calde e più energetiche dell'Universo, in particolare il gas caldo presente nelle strutture a grande scala e i buchi neri supermassivi.
ATHENA combinerà un telescopio di grande area con due strumenti di piano focale: l' X-ray Integral Field Unit (X-IFU) ed il Wide Field Imager (WFI), e sarà centinaia di volte più sensibile dei suoi predecessori Chandra e XMM-Newton.

## Storia e sviluppo
Nel 2008 la NASA, l'ESA e l'Agenzia spaziale giapponese (JAXA) stabilirono l'intento di sviluppare una missione congiunta per astrofisica a raggi X, unificando alcune proposte sviluppate indipendentemente dalle diverse agenzie. Dalla fusione dei progetti Constellation-X Observatory (NASA) e XEUS (ESA) nacque così l'International X-ray Observatory (IXO). Nel 2012 la NASA uscì dal progetto a causa di tagli al bilancio e l'ESA decise di ridefinire la missione in un contesto esclusivamente europeo, dando vita ad ATHENA.
Il 27 giugno 2014 il progetto è stato selezionato ufficialmente come seconda missione di classe Large all'interno del programma Cosmic Vision 2015–2025, in seguito alla scelta di The Hot and Energetic Universe come tema scientifico di riferimento, avvenuta nel novembre 2013. L'adozione definitiva della missione avverrà nel 2018–2019, mentre il lancio è previsto nel 2035.

## Obiettivi scientifici
Il tema scientifico della missione si basa sulla necessità di trovare una risposta a due domande chiave dell'Astrofisica e della Cosmologia:
- Come si assembla la materia ordinaria nelle strutture a larga scala visibili nell'Universo attuale?
- In che modo l'accrescimento dei buchi neri influenza l'evoluzione dell'Universo?

Per rispondere alla prima domanda è necessario determinare l'evoluzione fisica degli ammassi e dei gruppi di galassie dall'epoca della loro formazione ad oggi. Sebbene la crescita di queste strutture sia determinata essenzialmente dalla distribuzione a larga scala della materia oscura, l'evoluzione della loro componente barionica è fortemente influenzata anche da processi di origine astrofisica, ancora poco conosciuti. Per comprendere questi processi è necessario misurare velocità, stato termodinamico e composizione chimica del gas caldo che permea queste strutture. Questo è possibile tramite osservazioni nei raggi X, dato che la temperatura del gas è tale (107 – 108 K) da emettere abbondantemente in questa banda.
La seconda domanda è legata alla scoperta che la maggior parte delle galassie ospita al proprio centro un buco nero supermassivo, la cui massa è strettamente correlata alle proprietà della galassia ospite. Questa osservazione ha rivoluzionato le teorie sulla formazione e l'evoluzione delle galassie, suggerendo una profonda influenza dei buchi neri sulla storia evolutiva dell'Universo. Gli attuali modelli di evoluzione galattica prevedono un meccanismo di feedback che lega l'accrescimento di materia sul buco nero centrale alla formazione stellare, che però ancora non è ben compreso. Per determinare la natura e l'importanza di questo feedback è necessaria un'accurata analisi demografica dei buchi neri in fase di accrescimento, che può essere condotta tramite osservazioni in banda X.

## Ottiche e strumentazione
Il satellite sarà costituito da un telescopio per raggi X con una lunghezza focale di 12 m, un'area efficace di 2 m2 a 1 keV ed una risoluzione angolare in asse di 5 arcsec. Sul piano focale si alterneranno due diversi strumenti scientifici: il Wide Field Imager (WFI) e lo X-Ray Integral Field Unity (X-IFU).
Il Wide Field Imager è uno strumento a campo largo (40 × 40 arcmin2) che fornirà immagini nella banda 0.1–15 keV, risolvendo simultaneamente spettro e tempo dei fotoni in arrivo grazie a sensori basati su DEpFET (Depleted P Field-Effect Transistors). WFI si configura come un potente strumento per le surveys e permetterà inoltre l'osservazione di sorgenti brillanti grazie alla capacità di sostenere elevati count-rate.
L' X-ray Integral Field Unity è un innovativo spettrometro per raggi X (0.2–12 keV),in grado di fornire un'elevata risoluzione spettrale (2.5 eV a 6 keV) spazialmente risolta su un campo di vista di 5 arcmin di diametro. Lo strumento si basa su un grande array di circa 4000 microcalorimetri criogenici a transizione di fase superconduttiva (TES), che dovranno essere raffreddati ad una temperatura di circa 50 mK. Grazie a questi rivelatori sarà possibile realizzare, per la prima volta in banda X, la spettroscopia a campo integrale, contemporanee spettroscopia e immagini ad alta risoluzione spettrale e angolare.